# Серебряноклювая амадина
Серебряноклювая амадина (лат. Euodice cantans) — африканская птица семейства вьюрковых ткачиков.

## Описание
Серебряноклювые амадины достигают длины 11 см. Голова, горло и затылок светлого красно-бурого цвета. Перья на лбу и верхушке головы имеют светлое обрамление. Спина и крылья тёмно-коричневые, в то время как гузка и перья хвоста чёрные. Окраска брюха, боков и подхвостья варьируюет между желтоватым и бежевым до чисто белого цвета. Клюв очень крепкий, серебристого цвета. Глаза очень тёмные, обрамлённые серебристо-синим кольцом. Цевки светлые серо-голубые.
- Иллюстрация 1776 года

## Распространение
Область распространения проходит широким поясом от Западной до Восточной Африки. Обитает также на юго-западе Аравийского полуострова. Жизненное пространство — это светлые леса, вблизи которых находится вода. Птицы встречаются также вблизи человеческих поселений, на полях, пастбищах, в парках и садах.

## Размножение
Серебряноклювые амадины строят шарообразные гнёзда. В кладке от 4 до 6 белых яиц. Высиживание продолжается 11—12 дней. Птенцы остаютсяя в гнезде от 20 до 22 дней. Следующие две недели о них заботятся родительские птицы.